# Ernest Peirce
Ernest "Eddie" Peirce, född 25 september 1909 i Somerset West, död 23 januari 1998 i Apache Junction, var en sydafrikansk boxare.
Peirce blev olympisk bronsmedaljör i mellanvikt i boxning vid sommarspelen 1932 i Los Angeles.